# Neue Bühne Senftenberg

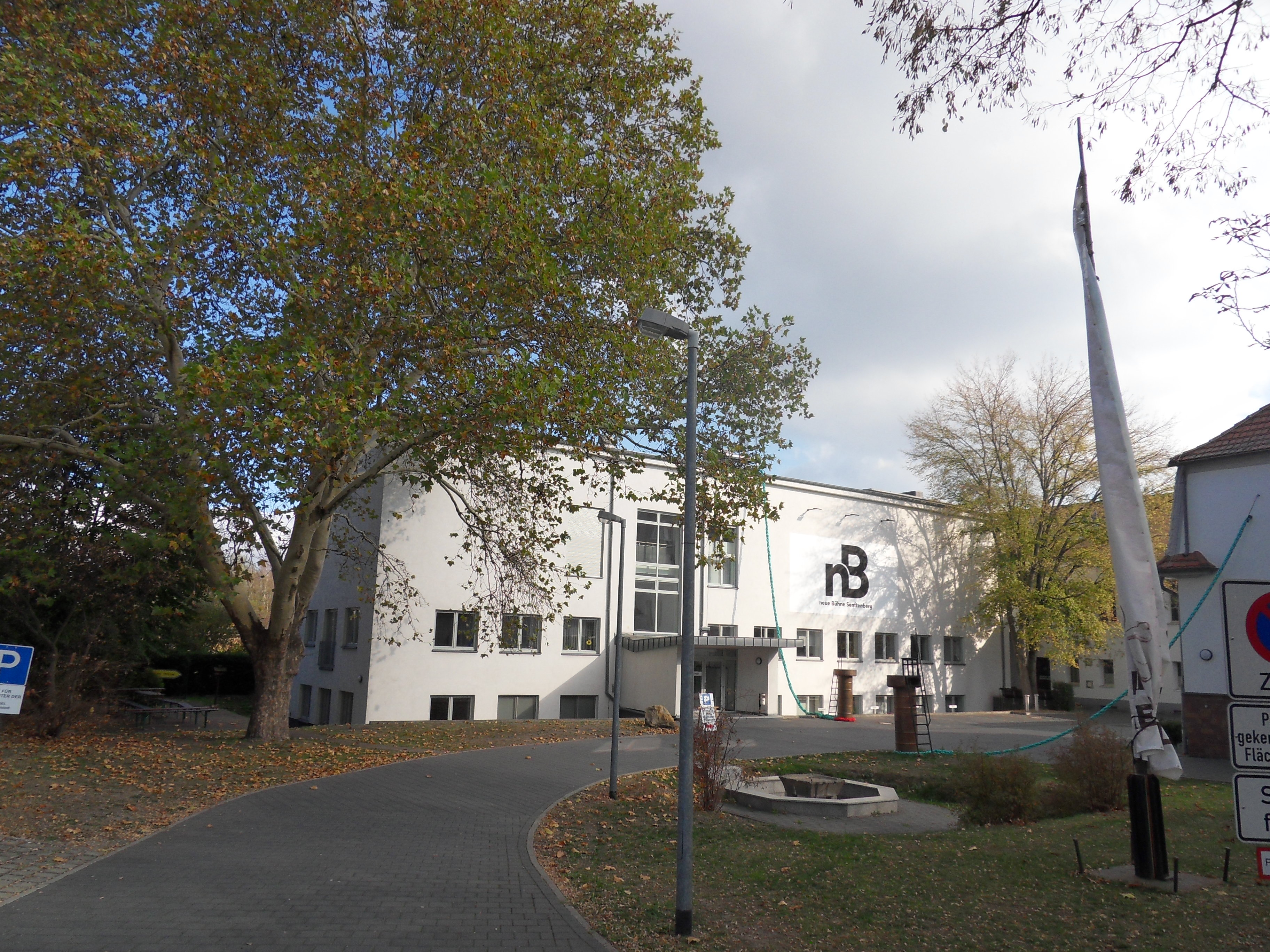
Neue Bühne Senftenberg (Foto: 2018)

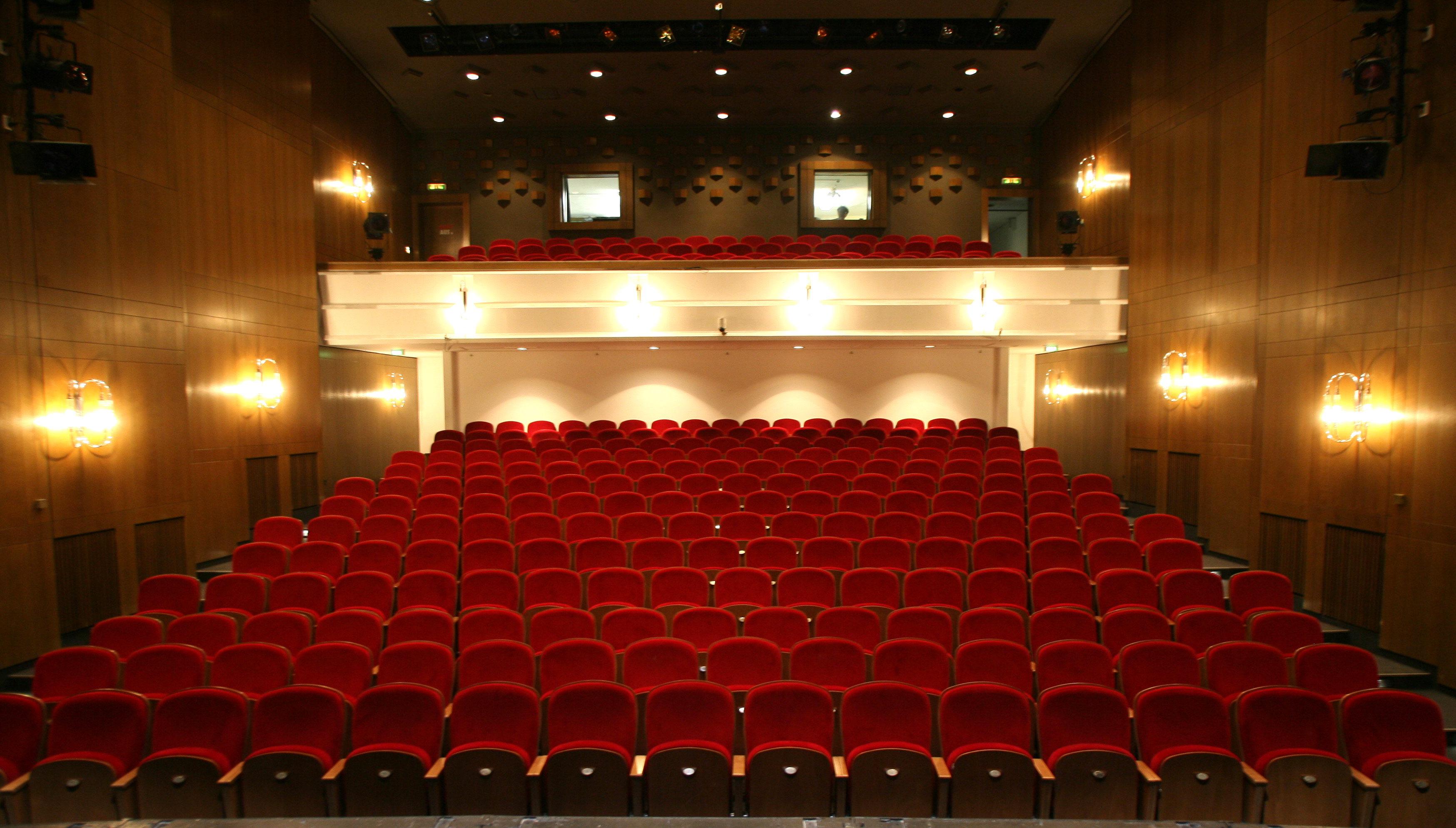
Der große Saal der neuen Bühne Senftenberg (Foto: 2008)

Die Neue Bühne Senftenberg wurde am 21. Oktober 1946 als Stadttheater Senftenberg in der Aula/Turnhalle der heutigen Walther-Rathenau-Schule im brandenburgischen Senftenberg gegründet. Zu verdanken haben die Senftenberger ihr Theater in erster Linie einer Dramatischen Vereinigung, die sich 1923 hier gegründet und bis 1939 die Senftenberger und viele Gäste gut unterhalten hat. Die häufig zu lesende Meinung, das Theater wurde auf Initiative des kulturinteressierten Kreiskommandanten der Roten Armee, Gardeoberst Iwan Demjanowitsch Soldatow 1946 gegründet, ist falsch. Soldatow war erst ab Juni 1948 Kreiskommandant von Calau (1946 Kreiskommandant von Schwarzenberg, Zwickau).
An diesem – zum Theater umgebauten – Ort wird auch heute gespielt. Mit der tatkräftigen Unterstützung der Senftenberger Bevölkerung und lokalen Baufirmen wurde in nur vier Wochen aus der Turnhalle ein theaterfähiger Saal mit zunächst kleiner Bühne.
Die Eröffnungspremiere war ein bunter Abend mit Ausschnitten aus Operetten, Opern, Texten von Joachim Ringelnatz und Ernst Wildenbruch. Die erste Operettenaufführung (Das Land des Lächelns von Franz Lehár) des damaligen Dreispartentheaters fand am 27. Oktober 1946 im Gesellschaftshaus von Senftenberg statt. Die erste Schauspielinszenierung (Kabale und Liebe von Friedrich Schiller) folgte am 9. Oktober 1947, und die erste Oper (Der Freischütz von Carl Maria von Weber) gelangte 1948 zur Aufführung. 1959 erfolgte die Umbenennung des Theaters in Theater der Bergarbeiter.
In den Folgejahren wurden im Bereich Schauspiel neben Klassikern von Shakespeare bis Brecht auch moderne Autoren der DDR wie Heiner Müller, Peter Hacks, Fred Wander und Volker Braun aufgeführt. Zu den bekannten Persönlichkeiten, die am Theater der Bergarbeiter wirkten, gehörten Annekathrin Bürger, Rolf Römer, Kaspar Eichel, Alfred Müller, Günter Schubert, Hans-Peter Reinecke, Hildegard Alex, Ulrich Thein, Armin Mueller-Stahl, Frank Castorf, Michael Thalheimer und B. K. Tragelehn.
Nachdem bis Ende der 1970er Jahre ein eigenes Ballettensemble bestand und das Theater auch für Sinfonieorchester genutzt wurde, ist das seit 1990 „Neue Bühne Senftenberg“ genannte Theater seit 1993 Einspartentheater im Bereich Schauspiel, nachdem in den zwei Jahren zuvor umfangreiche Modernisierungsarbeiten stattfanden.
1999/2000 begann der Bau des Open-Air-Amphitheaters am Großkoschener See. 2008 eröffnete diese vierte Spielstätte.
Bereits 2005 wurde das Theater von der Zeitschrift Theater heute zusammen mit dem Deutschen Theater Berlin, den Münchner Kammerspielen und dem Deutschen Schauspielhaus Hamburg zum Theater des Jahres gewählt.

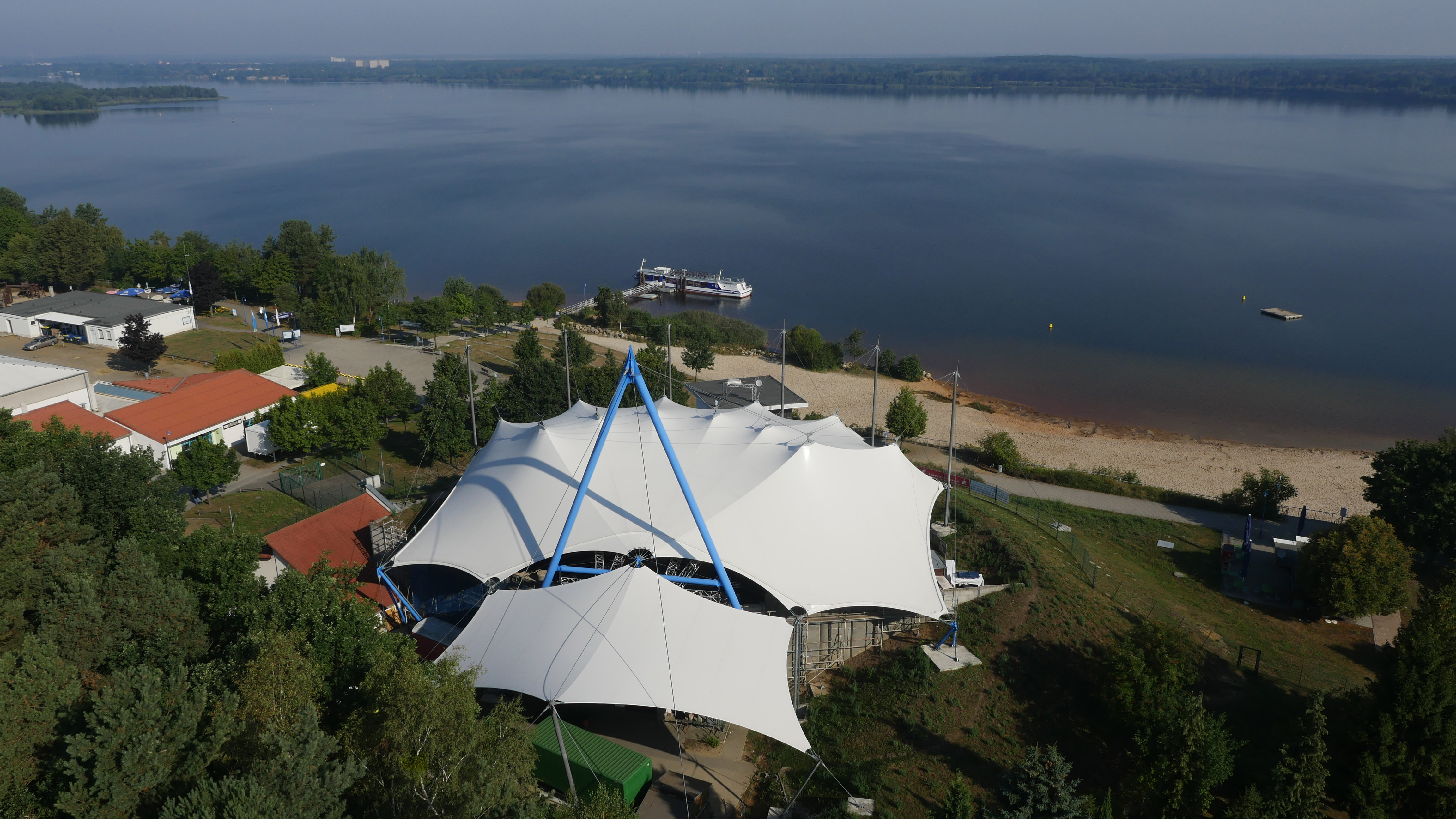
Das Amphitheater – Sommeraußenspielstätte am Senftenberger See (Foto: 2015)

Seit September 2017 ist die neue Bühne Senftenberg auch als Landestheater tätig und bespielt den südlichen Brandenburger Raum.

## Intendanten
- Heinz Zimmermann (1946–1949)
- Herbert Hartmann (1950)
- Günter Lange (1950–1966)
- Hans-Joachim Martens (1967)
- Ulf Reiher (1967–1973)
- Inge Lorbeer (1973–1975)
- Jürgen Fricke (1976–1982)
- Walter Schmidt (1983–1985)
- Lothar Schneider (1985–1986)
- Hans-Peter Jantzen (1986–1987)
- Gesine Carlitschek (1987–1990)
- Heinz Klevenow (1989–2004)
- Sewan Latchinian (2004–2014)
- Manuel Soubeyrand (2014–2022)
- Daniel Ris (seit 2022)[1]